# Installation de bouletage

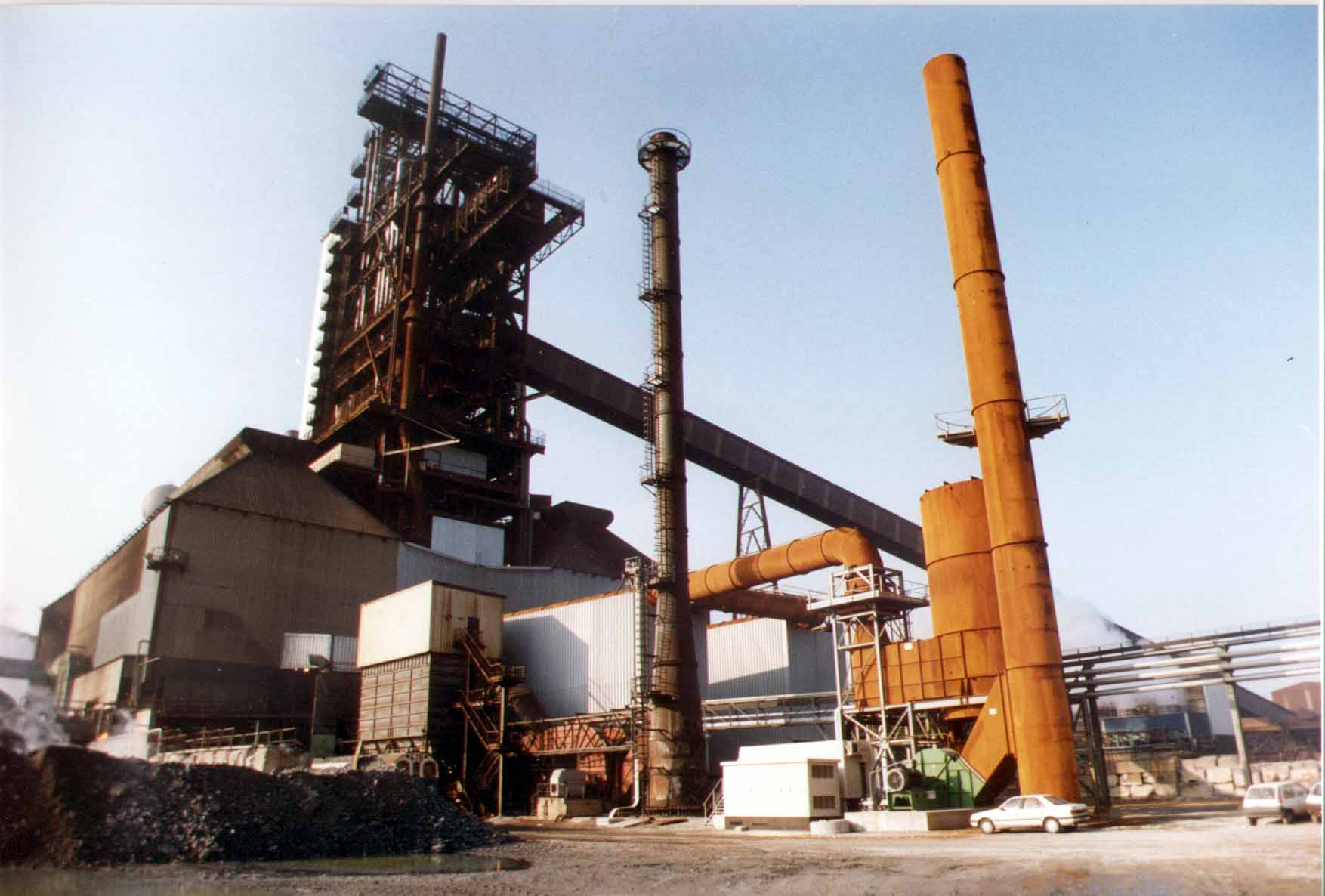
Installation de bouletage (Arcelor Mittal à Fos-sur-Mer) comprenant deux halles de fabrication et une installation commune pour le traitement des effluents gazeux et liquides.

Les laitiers bouletés sont fabriqués dans une installation de bouletage au pied des hauts fourneaux.

## Avant propos
Un des traitements du laitier de haut fourneau est la granulation à l’eau, le bouletage fait partie des nombreuses technologies mises au point pour fabriquer du laitier granulé. Au fil des ans ces installations ont évolué afin d'obtenir un produit fini le plus sec et vitrifié possible.

## Origine

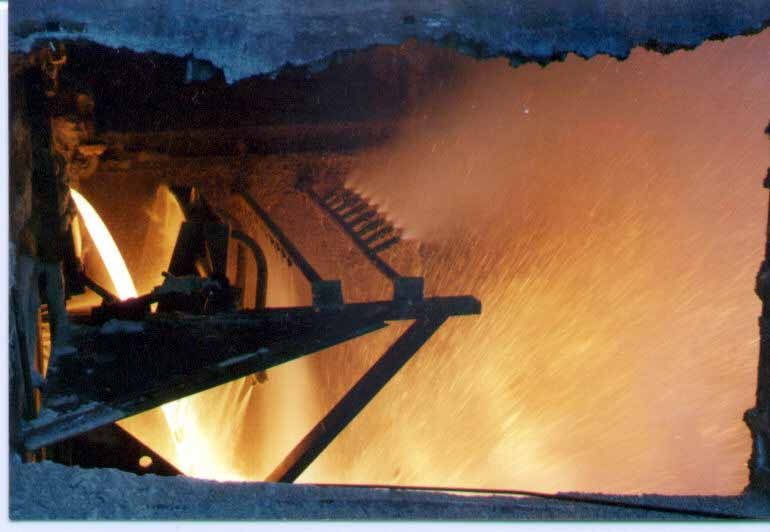
Machine de bouletage lors d'une coulée de laitier.On voit très bien la veine de laitier en fusion, les rampes d'injection d'eau et sur la droite, le gerbe du laitier expulsée par les ailettes du tambour.

Le procédé de bouletage est né au Canada, original et simple, il a été adopté par de nombreux sidérurgistes mondiaux pour son coût plus bas et pour l’humidité résiduelle faible du laitier, ce qui le distingue des procédés concurrents. Aujourd’hui ces performances techniques ont grandement évolué et les traitements des rejets gazeux et liquides l’ont complété afin de répondre aux dernières normes. Il doit son nom à la forme du produit obtenu qui sont des grains de forme sphérique.

## Description
Une installation de bouletage de laitier comprend généralement :
- Une halle de coulée avec une  machine de bouletage.
- Une installation de captation et de traitement des gaz produits.
- Une installation de traitement de l'eau.
- Un automatisme de fonctionnement

### Procédé Gagneraud
Le procédé Gagneraud granule le laitier en l'étalant sous forme de lame, puis en le projetant, après l'injection d'eau, avec un tambour dans un bâtiment , où il subit une trempe à l'eau, puis un refroidissement à l’air.
Cette technique de traitement du laitier de haut fourneau a été développée au Canada à partir de 1968 par la National Slag Limited. Elle consiste donc à fragmenter et à tremper simultanément le laitier en fusion à la sortie du haut fourneau, par la double action d'un tambour tournant ailetté et de jets d'eau. On obtient ainsi un produit comparable au laitier granulé mais de granulométrie étalée, ce qui permet son utilisation, en partie comme laitier granulé, et en partie comme granulat de laitier expansé (ou cristallisé). La consommation d'eau est de 1 m3/t de laitier produit, soit 8 à 10 fois moins que la granulation classique.
Le procédé a été expérimenté en France à Usinor Dunkerque en 1973, puis il a été utilisé à grande échelle à Solmer à partir de 1974 par la Société Gagneraud qui avait acheté la licence. L'installation a été remplacée par une installation de granulation de type INBA, en 2008 et 2011 sur respectivement les hauts fourneaux 1 et 2.

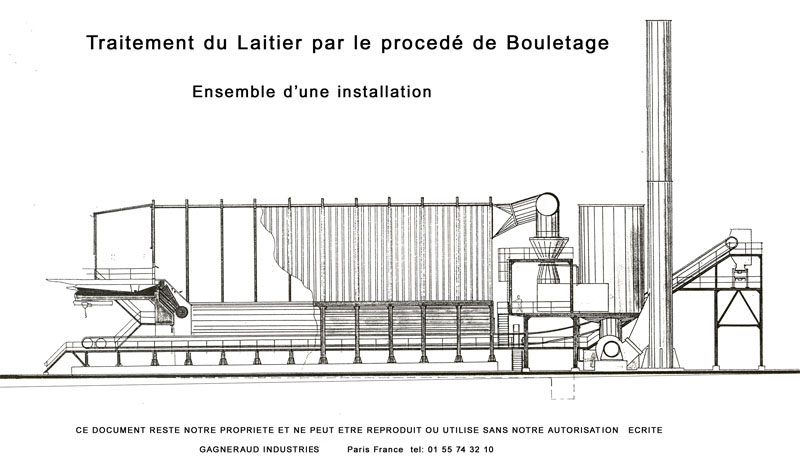

## Fonctionnement
Le laitier en fusion (environ 1450 °C)........